# Hyacinthe Hervouët de La Robrie
Hyacinthe Hervouët de La Robrie (Saint-Colomban, 27 settembre 1771 – Saint-Colomban, 30 ottobre 1832) è stato un generale francese.

## Biografia
Hyacinthe Hervouët de La Robrie nacque il 27 settembre 1771 a Saint-Colomban. Era figlio di Julie Texier de La Garnerie e di Pierre Hervouët, signore de La Résinière e de La Robrie, ufficiale del régiment Royal des Vaisseaux. Sposò Flore Levaulle de La Rabatelière, figlia di Clair Marie Le Vaulle, signore de La Rabatelière, avvocato di corte, e di sua moglie Flore Françoise de La Ville.
A partire dal marzo del 1793, prese parte alle guerre di Vandea con due fratelli, Prudent e Joseph. Durante il conflitto, i suoi genitori vennero arrestati a Corcoué-sur-Logne il 7 novembre 1793 e poi ghigliottinati a Nantes.
Nel dicembre del 1793, dopo la battaglia di Bouin, Hyacinthe de La Robrie si imbarcò per l'Isola di Noirmoutier su ordine di Charette per portare altre munizioni per le sue truppe. Al suo ritorno, La Robrie si ritrovò il percorso sbarrato dai repubblicani che attaccaraono l'Isola di Bouin. Bloccato a Noirmoutier, prese il comando delle truppe del villaggio di Barbâtre. Quando nel gennaio del 1794 i repubblicani ripresero Noirmoutier, La Robrie tentò di opporsi alla capitolazione, ma dovette rimanere nascosto per diversi giorni nella palude di Épine. Sfuggito al massacro, lasciò l'isola e si riunì a Charette in Val de Morière, non lontano da Touvois, il 16 gennaio 1794.
Verso maggio del 1794, Charette nominò La Robrie  maggiore generale dell'armata cattolica. Alla fine di settembre del 1794, si mise alla testa della divisione di Saint-Philbert-de-Grand-Lieu e succedette a Couëtus quale comandante della seconda armata.
Il 23 febbraio 1796, Hyacinthe Hervouët de La Robrie, i fratelli Guérin e diversi cavalieri si arresero a Vieillevigne e si sottomisero alla repubblica, e in quell'occasione diedero probabilmente delle informazioni su Charette. Alcuni realisti come Auvynet o Le Bouvier-Desmortiers li accusarono poi di tradimento.. Una commissione apposita che indagò i fatti durante la Restaurazione li scagionò però da ogni accusa..
Nel 1832, La Robrie prese parte all'insurrezione guidata dalla duchessa di Berry, come  capo di un gruppo di legittimisti, combattendo in particolare nella battaglia di Chêne.
Proscritto, morì a Saint-Colomban il 30 ottobre 1832.